# Pottery Barn

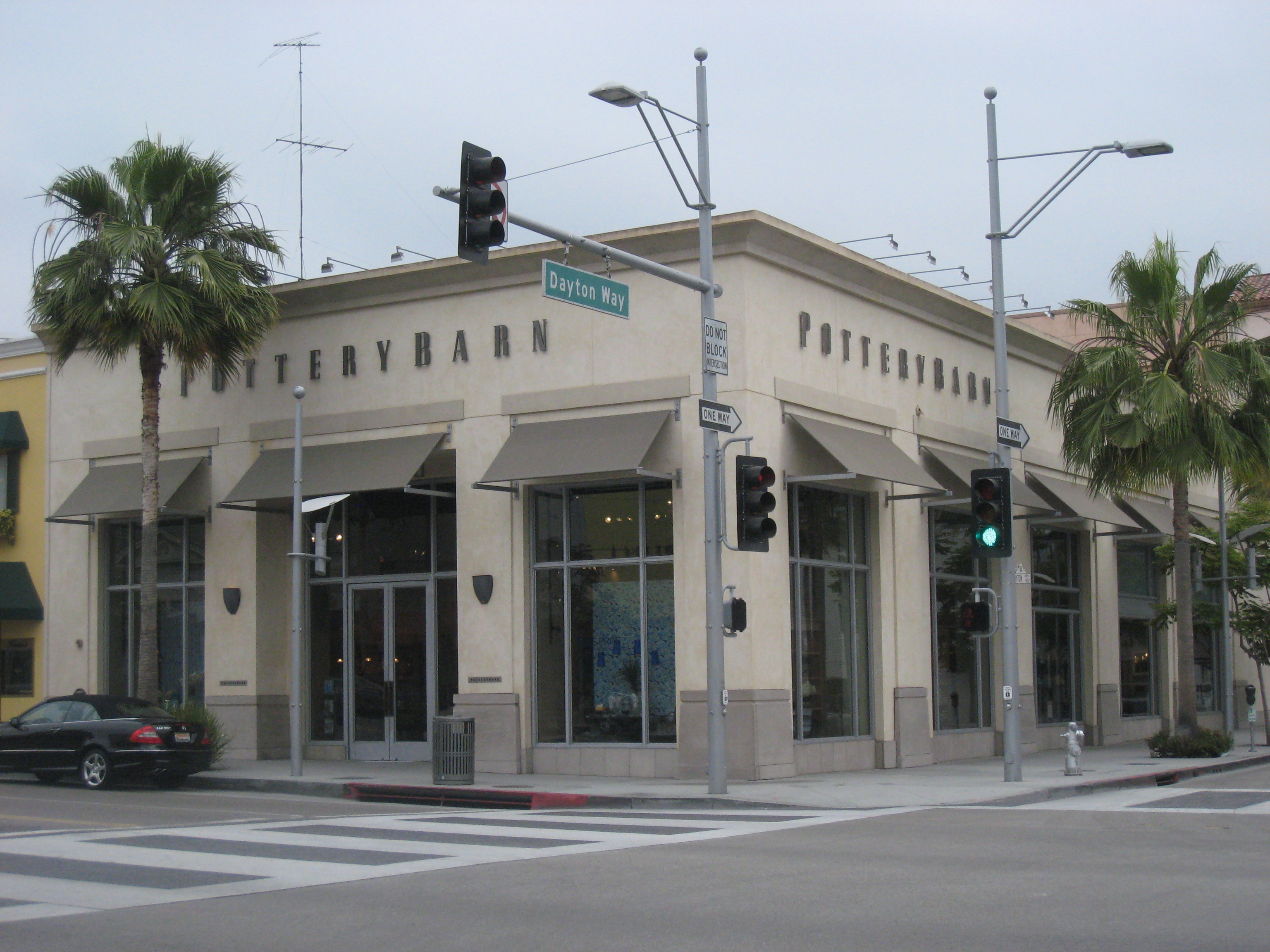
Un magasin Pottery Barn à Beverly Hills en Californie.

Pottery Barn est une chaîne américaine de magasins de meubles présente aux États-Unis, au Canada et à Puerto Rico. Depuis septembre 1986, quand la chaîne a été rachetée à Gap Inc, Pottery Barn est devenu une filiale de Williams-Sonoma.
L'entreprise est basée à San Francisco en Californie. Pottery Barn possède également plusieurs magasins spécialisés comme Pottery Barn Kids and PBteen. Pottery Barn offre deux lignes de produits  bien distinctes : le catalogue de meubles classique, et le catalogue Bed + Bath (lit + bain) pour se concentrer uniquement sur ses draps de bain et de lit.
Pottery Barn a été fondé en 1950 par les frères Morris et Paul Secon (en).

## Dans la culture populaire

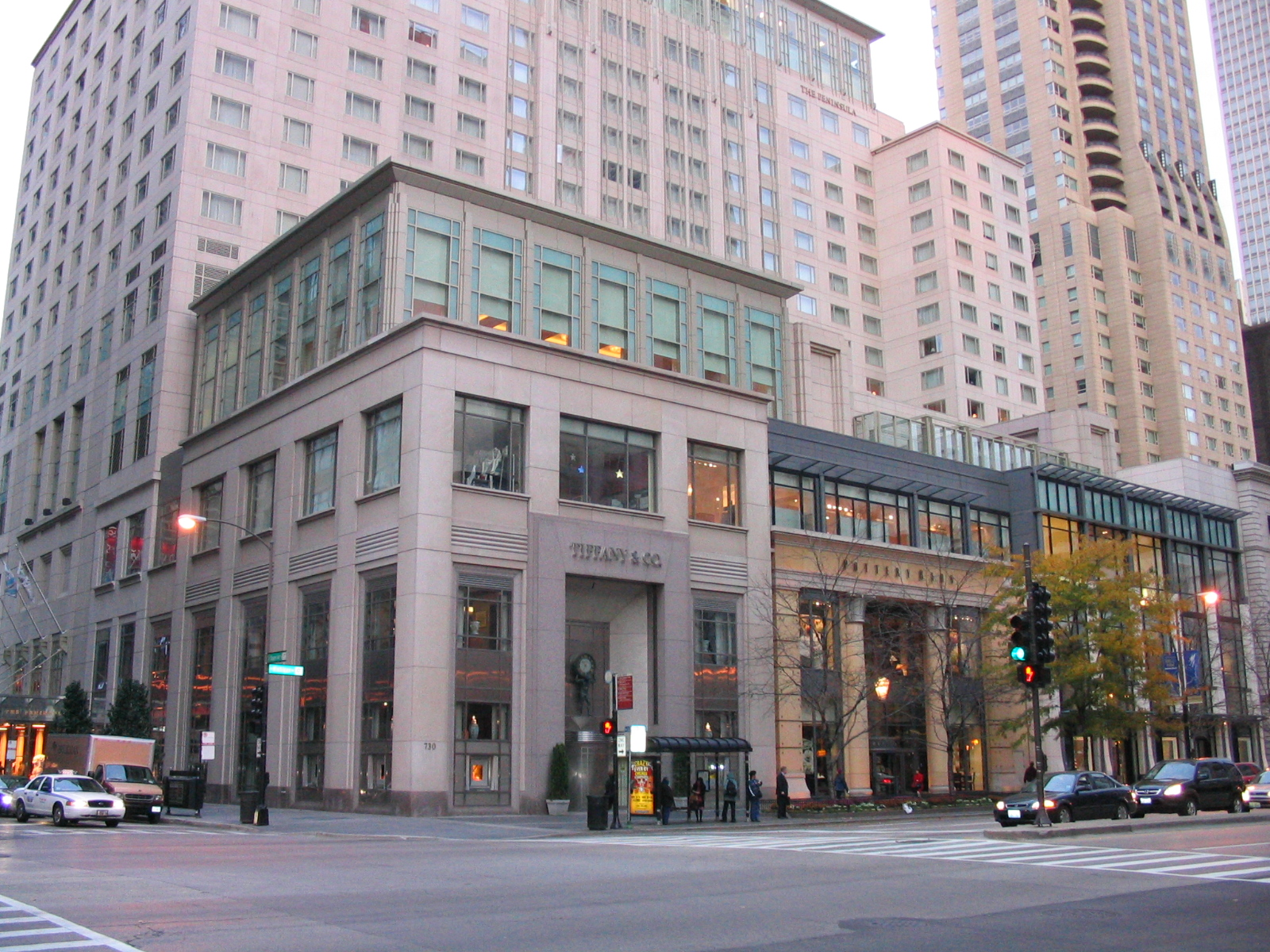
Dans les beaux quartiers de Chicago (Michigan), entre Tiffany & Co (bijouterie et articles divers haut de gamme) et Banana Republic (vêtements branchés), et devant le palace Peninsula Hotel, la succursale de Pottery Barn conforte l'image du magasin d'ameublement de luxe pour clientèle bourgeoise éprise de copies d'ancien

Après la diffusion de l'épisode The One With The Apothecary Table de Friends (Celui qui avait le derrière entre deux chaises, n° 11 de la saison 6), dans lequel Rachel Green achète des meubles dans un magasin Pottery Barn, les ventes ont connu un pic. La belle qualité des draps imprimés vendus par Pottery Barn est également vantée dans l'épisode de Friends, mais d'une façon pince sans rire : Rachel affirme que ces "draps d'occasion de prix très modique viennent du marché aux puces", avant de les utiliser comme nappe, et que Phoebe répande dessus un grand verre de vin rouge... Rachel Green évoque également Pottery Barn dans l'épisode Celui où Rachel dit tout.
Dans l'épisode de Seinfeld The Junk Mail, Kramer reçoit énormément de catalogues Pottery Barn, et se venge en les rejetant directement dans les magasins de la marque.
Dans l'épisode 5 de la saison 2 de The Big Bang Theory The Euclid Alternative (L'alternative d'Euclide), Sheldon Cooper, malgré tous ses efforts, ne parvient pas à rapporter ses draps Star Wars achetés chez Pottery Barn au prétexte qu'ils sont trop stimulants pour être compatible avec une bonne nuit de sommeil.

## L'expressionPottery Barn rule
L'instauration de la règle « qui casse, paye », souvent annoncée par affiches aux clients des magasins de poterie, verrerie ou porcelaine, a été attribuée à la chaine Pottery Barn. Or il se trouve qu'au contraire Pottery Barn n'exige pas de ses chalands maladroits ou négligents qu'ils payent les articles cassés par leur faute, alors que selon l'usage, dans de nombreux états le vendeur peut en exiger le règlement (quitte au client incriminé à prouver que le magasin a commis une négligence fautive en laissant manipuler ses marchandises). 
La formule Pottery Barn rule, dérivée par abus de langage de l'expression "pottery store rule" (que le journaliste Thomas L. Friedman du The New York Times dit avoir imprimée le premier en 2004) a été utilisée ultérieurement par des personnalités du monde politique dans le sens : « la faveur que les électeurs vous accordent est une denrée fragile; si vous les indisposez, vous en supporterez les conséquences ».
Bob Woodward, dans son livre Plan of Attack (en), écrit   que le  Secrétaire d'État des États-Unis Colin Powell  l'a utilisée (d'une façon légèrement erronée ) en mars 2003 pour avertir le président George W. Bush  que l'invasion de l'Irak ne serait pas seulement une promenade militaire, mais aurait pour corollaire la prise en main par les USA de la gestion ultérieure du pays.